# Leonberg (Bade-Wurtemberg)
Pour les articles homonymes, voir Leonberg.
Leonberg est une ville allemande du Bade-Wurtemberg près de Stuttgart. La population compte environ 45 000 habitants.
Elle est jumelée avec  Belfort (France),  Rovinj (Croatie) et avec  Berlin-Neukölln (Allemagne). Elle a donné son nom à une race de chien : le leonberg.

## Histoire
| Appartenances historiques Comté de Wurtemberg 1248-1312 Saint-Empire (Ville libre d'Esslingen) 1312-1316 Comté de Wurtemberg 1312-1442 Comté de Wurtemberg-Urach 1442-1482 Comté de Wurtemberg 1482-1495 Duché de Wurtemberg 1495-1803 Électorat de Wurtemberg 1803–1806 Royaume de Wurtemberg 1806–1871 Empire allemand 1871–1918 République de Weimar 1918–1933 Reich allemand 1933–1945 Allemagne occupée 1945–1949 Allemagne 1949–présent |

## Personnalités liées à Leonberg
- L'astronome et mathématicien Johannes Kepler (1571-1630) a vécu à Leonberg de 1576 à 1579 et de 1581 à 1583. Il y a fréquenté l'école latine. Il est l'auteur des fameuses lois de Kepler qui décrivent le mouvement des planètes autour du Soleil. Sa mère, Katharina Kepler, fut accusée de sorcellerie à Leonberg en 1615. Kepler assura sa défense et obtint son acquittement 6 ans plus tard[1].
- Le philosophe idéaliste Friedrich Wilhelm Joseph von Schelling est né à Leonberg en 1775
- Le footballeur Michael Kümmerle est né à Leonberg en 1979.